# Panic (canción de The Smiths)
«Panic» es un sencillo de la banda británica The Smiths. Fue lanzado en julio de 1986 y alcanzó el número 11 en las listas británicas. Aunque no apareció en ninguno de los álbumes de estudio de la banda, sí fue incluido en varios recopilatorios, como Louder Than Bombs.

## Contexto

### Historia
La canción fue inspirada por un incidente en el que el DJ de la BBC Steve Wright programó la canción «I'm Your Man» de Wham! inmediatamente después de haber dado a conocer la noticia sobre el desastre nuclear de Chernóbil, el 26 de abril de 1986.
La insensibilidad del DJ molestó a Morrissey y a Marr, que escuchaban la transmisión en ese momento. Además no tenían una buena relación con él, puesto que Wright había dicho públicamente que no le gustaba la música de The Smiths. Así la banda, disgustada por la poca importancia dada al incidente por Wright, incluyó en la canción los versos:

Burn down the disco
 Hang the blessed DJ
 Because the music that they constantly play
 IT SAYS NOTHING TO ME ABOUT MY LIFE
 Hang the blessed DJ
«Quemen la disco
 Ahorquen al bendito DJ
 Porque la música que ponen constantemente
 NO DICE NADA SOBRE MI VIDA
 Ahorquen al bendito DJ»

La frustración de los músicos se mezcló con el sentimiento de pánico que se desató en el mundo a raíz del desastre. De ahí deriva el nombre de la canción.

### Contenido
La canción narra que la gente sale a la calle víctimas del pánico en las ciudades británicas de Londres, Birmingham, Carlisle, Dundee y Leeds, y en la capital irlandesa, Dublín; además, se nombran lugares como Humberside y Grassmere. También hace un manifiesto antidiscotecas e invita a una revolución contra los DJ.

### Portada
La fotografía usada para ser la portada del sencillo fue la del actor Richard Bradford. La foto muestra al actor mirando hacia la parte superior, y la palabra Smiths en tono cian o azul claro saturado.

## Grabación
La canción contó con la participación del guitarrista de apoyo Craig Gannon, quien reemplazó al bajista Andy Rourke, que fue despedido por sus problemas con las drogas. Por la íntima amistad con Rourke, este fue recontratado, por lo que Gannon pasó a ser segunda guitarra, gracias a Marr. Si bien el tema fue acreditado únicamente a la dupla Morrissey/Marr, la base de la canción fue tomada del tema «Metal Guru» de la banda T.Rex, escrito por Marc Bolan en 1972. Según informó Marr, Morrissey deformó la canción de Bolan tantas veces que logró acomodarla a la letra que quería escribir.

## Controversia
Además de la alusión disimulada al DJ Wright, la canción fue malinterpretada como un himno racista, por la línea de la canción que decía "Burn down the disco", es decir, "Quemen la disco", ya que se interpretó como un ataque a la música negra. Por ese motivo la canción recibió críticas negativas.
Además las declaraciones de Morrissey avivaban la molestia causada por la canción. En algunas entrevistas afirmó que el reggae era un género de supremacistas negros; que odiaba a Diana Ross, a Whitney Houston y a Janet Jackson, e incluso a Stevie Wonder, y finalmente mencionó que si bien no odiaba a New Order porque sus miembros no eran negros, sí lo odiaba porque su música era vacía.
Inclusive, Morrissey andaba por esos días con una camiseta blanca con la cara de Wright y la frase "Hang the DJǃ", y también durante las giras batía una soga al cantar el estribillo "Hang the DJ".

## Recepción y legado
La canción tuvo éxito, alcanzado el 11.º puesto en los listados británicos donde permaneció por ocho semanas. En mayo de 2007, el New Musical Express posicionó a «Panic» en el 21.er lugar de los «50 Himnos Indie de la historia». La serie de televisión británica Black Mirror incluyó la canción en el episodio de la cuarta temporada, "Hang the DJ", estrenado el 29 de diciembre de 2017 y cuyo título procede del estribillo de la canción.

### Versiones
La canción ha sido versionada por numerosos artistas, incluyendo a Billy Bragg, Fangoria, The Puppini Sisters (en su álbum Betcha Bottom Dollar), Death on Wednesday (en su álbum Buying the Lie), Carter USM (quienes lo lanzaron como lado B de su sencillo «The Only Living Boy in New Cross» en 1992), y Pete Yorn (quien en su versión acústica de la canción suele cambiar la letra, mencionando a Los Ángeles en vez de Londres).

## Sencillo
- 7"

1. "Panic" (Morrissey / Marr)
2. "Vicar in a Tutu" (Morrissey / Marr)

- 12" y CD
  1. "Panic" (Morrissey / Marr)
  2. "Vicar in a Tutu" (Morrissey / Marr)
  3. "The Draize Train" (Marr)